# Dominància orbital
La dominància orbital és el fet que un planeta hagi escombrat altres cossos de la seva òrbita.
És un dels tres criteris per a poder considerar un cos celeste com a planeta del sistema solar. Aquests criteris foren adoptats per la Unió Astronòmica Internacional (UAI) el 2006 en acordar la definició de planeta oficial.
A la fi de l'estadi de formació planetària, un planeta ha d'haver aclarit la seva òrbita d'altres cossos veïns, cosa que el fa gravitacionalment dominant, i no hi ha altres cossos de mida comparable que els seus propis satèl·lits naturals o els que estiguin sota la seva influència gravitatòria. Segons aquest criteri, un cos que acomplís els altres criteris per a la definició de planeta però que no hagués netejat el seu veïnatge es classificaria com a planeta nan. En aquest cas es troba Plutó, que comparteix el seu veïnatge orbital amb objectes del cinturó de Kuiper com els plutins. La definició de la UAI no planteja cap nombre o equació, només que els planetes hagin aclarit el seu veïnatge.
El fet de distingir clarament entre planeta i planeta nan i altres planetes menors ha esdevingut necessari perquè la UAI ha adoptat regles diferents per a la nomenclatura dels nous planetes i planetes menors. Un exemple fou l'estancament del procés d'anomenament d'Eris després de l'anunci del seu descobriment el 2005, fins no haver aclarit aquest primer pas.

## Detalls
Al llarg de molts cicles orbitals, un cos gran tendirà a provocar o bé l'acreció dels petits cossos de la seva òrbita o bé expedir-los cap a una altra òrbita, o bé a capturar-los com a  satèl·lits naturals o dins d'una òrbita ressonant. Com a conseqüència no compartiran la seva regió orbital amb altres cossos de mida significativa, exceptuant-ne els seus propis satèl·lits, o cossos sota la seva influència gravitatòria. Aquesta darrera restricció exclou els objectes les òrbites dels quals podrien creuar però mai col·lidir entre ells a causa de la ressonància orbital, com Júpiter i els asteroides troians, la Terra i 3753 Cruithne, o Neptú i els plutins.
Stern i Levison trobaren un algorisme per a determinar quins «cossos planetaris controlen la regió que els envolten». Definirem com a Λ (lambda), una mesura de l'habilitat d'un cos per a dispersar masses petites fora de la seva regió orbital duran un llarg període. Λ es defineix matemàticament com a
{\displaystyle \Lambda ={\frac {M^{2}}{a^{\frac {3}{2}}}}\,k}
on M és la massa del cos, a és la longitud del semieix major del cos, i k és una funció dels elements orbitals del cos que es dispersa i el grau al que ha de dispersar-se. Al domini del disc planetari solar, hi ha poca variació en la mitjana dels valors de k per a cossos petits a una distància determinada del Sol.
sI Λ > 1, el cos probablement podrà netejar la seva zona orbital. Stern and Levison usaren aquest discriminador per a separar els cossos rodons gravitacionalment, els cossos que orbiten el Sol überplanets, que són "prou importants dinàmicament per a aclarir els seus planetessimals veïns'' i els unterplanets. Els überplanets són els vuit objectes més massius (segons la UAI, planetes), i els unterplanets la resta (segons la UAI, planetes nans).
Steven Soter proposà la mesura µ (Mi), que anomenà 'discriminant planetària', per distingir els cossos que orbiten al voltant d'estrelles en planetes i no planetes i que representa une mesura experimental del grau real d'aclariment de la zona orbital. µ es calcula dividint la massa del cos candidat per la massa total dels altres objectes que comparteixen zona orbital.
La següent llista presenta els planetes i planetes nans ordenats sota la discriminant planetària de Soter µ, en ordre decreixent. Noteu que per als vuit planetes definits per la UAI, l'ordre de magnitud de µ és superior a 100, mentre que per als planetes nans, µ és menor També es troben sota el paràmetre Stern–Levison Λ; els planetes tenen ordres de magnitud superiors a 1 i els planetes nans inferiors a 1. També es mostra el poder de dispersió relatiu a la Terra (Λ/ΛT)
| Rang | Nom      | Discriminant planetària de Soter µ | Paràmetre Λ Stern–Levison | Massa (kg)      | Tipus d'objecte | Λ/ΛT      | Λ = 1 distància (au) |
| ---- | -------- | ---------------------------------- | ------------------------- | --------------- | --------------- | --------- | -------------------- |
| 1    | Terra    | 1,7x10 ⁶                           | 1,53x10 ⁵                 | 5,9736x1024     | 3r planeta      | 1,00      | 2.870                |
| 2    | Venus    | 1,3510 ⁶                           | 1,66x10 ⁵                 | 4,8685x1024     | 2n planeta      | 1,08      | 2.180                |
| 3    | Júpiter  | 6,25x10 ⁵                          | 1,30x10 ⁹                 | 1,8986x1027     | 5è planeta      | 8510      | 6.220.000            |
| 4    | Saturn   | 1,9x10 ⁵                           | 4,68x10 7                 | 5,6846x1026     | 6è planeta      | 308       | 1.250.000            |
| 5    | Mart     | 1,8x10 ⁵                           | 9,42x10 ²                 | 6,4185x1023     | 4è planeta      | 0,0061    | 146                  |
| 6    | Mercuri  | 9,1x10 4                           | 1,95x10 3                 | 3,3022x1023     | 1r planeta      | 0,0126    | 60                   |
| 7    | Urà      | 2,9x10 4                           | 384x10 ⁵                  | 8,6832x1025     | 7è planeta      | 2,51      | 102.000              |
| 8    | Neptú    | 2,4x10 4                           | 2,73x10 ⁵                 | 1,0243x1026     | 8è planeta      | 1,79      | 127.000              |
| 9    | Ceres    | 0,33                               | 8,32x10 -4                | 9.43x1020       | 1r planeta nan  | 8,7x10-9  | 245,0000             |
| 10   | Eris     | 0,10                               | 2,15x10 -3                | 1,67x1022       | 3r planeta nan  | 1,33x10-8 | 113,00               |
| 11   | Plutó    | 0,077                              | 2,95x10 -3                | 1,29×1022 ± 10% | 2n planeta nan  | 1,95x10-8 | 812,000              |
| 12   | Makemake | 0,02                               | 2,22x10 -4                | ~4x1021         | 4t planeta nan  | 1,45x10-9 | 168,000              |
| 13   | Haumea   | 0,02                               | 2,68x10 -4                | 4,2 ± 0,1x1021  | 5è planeta nan  | 1,72x10-9 | 179,000              |